# 게를라호프스키봉
게를라호프스키봉(슬로바키아어: Gerlachovský štít) 또는 게를라호프봉은 슬로바키아 북부 고타트리산맥에 위치한 산으로 높이는 2,654m이다. 산 이름은 인근에 위치한 게를라호프(Gerlachov) 마을에서 유래된 이름이다.
슬로바키아에서 가장 높은 산이자 고타트리산맥에서 가장 높은 산이다. 카르파티아산맥에 위치한 산 중에서 길이가 1,500m 이상에 달하는 산이기도 하다. 화강암 지형을 띠고 있으며 빙하의 침식 작용에 영향을 받아 형성된 카르 지형이 분포하고 있다.

## 게를라호프스키봉의 이름
- 예전 이름들: Gerlach (1896년까지), 오스트리아의 프란츠 요제프 1세산 (1896년 – 1919년), 레기오나리에스봉 (1923년 –ca. 1932년), 스탈린봉 (1949년 –ca. 1959년). 폴란드어 이름: Gerlach, Gierlach, Garłuch; 헝가리어 이름: Gerlachfalvi-csúcs; 독일어 이름: Gerlsdorfer Spitze.